# LK-700
LK-700 là một chương trình thiết kế tàu đổ bộ thẳng đứng lên Mặt trăng diễn ra vào năm 1964. Tàu đổ bộ được thiết kế bởi Tổng công trình sư Vladimir Chelomey như là một phương án tàu đổ bộ thay thế cho tàu chỉ huy, đổ bộ LOK/LK trong chương trình tên lửa đẩy N1-L3. Chương trình tàu đổ bộ LK-700 được phát triển từ kinh nghiệm trong chương trình thiết kế tàu vũ trụ có người lái LK-1 trước đó của Chelomey.
Tàu đổ bộ LK-700 dự kiến được đưa lên quỹ đạo bằng tên lửa đẩy UR-700 (có liên quan đến tên lửa đẩy Proton) với 3 phi hành gia, sẽ thực hiện một chuyến bay thẳng lên bề mặt Mặt trăng và quay trở lại Trái đất. Việc hạ cánh trực tiếp lên Mặt trăng, sẽ đơn giản và đáng tin cậy hơn phương pháp quỹ đạo điểm hẹn Mặt trăng. Cách thức này giúp Liên Xô có khả năng hạ cánh xuống bất kỳ điểm nào trên 88% bề mặt hướng về Trái đất của Mặt trăng. Tàu đổ bộ LK-700 cũng đơn giản và ít chi tiết hơn tàu đổ bộ của Korolev, các bộ phận trong hệ thống sẽ được thử nghiệm và kiểm nghiệm chứng nhận sẵn sàng tại Nhà máy trước khi được chuyển ra bệ phóng.
Chương trình LK-700 bị hủy bỏ vào năm 1974.

## Nhiệm vụ
Theo kế hoạch sẽ tiến hành bay thử nghiệm bằng các tàu vũ trụ không người lái rồi tiếp đó là chuyến bay có người lái. Lịch trình dự kiến là:
- Tháng 5 năm 1972: sẽ thực hiện phóng tàu LK-700 không người lái lên vũ trụ bằng tên lửa đẩy UR-700. Các chuyến bay kế tiếp sẽ diễn ra vào tháng 11 năm 1972 và tháng 4 năm 1973.
- Tháng 4 năm 1973: thực hiện phóng tàu LK-700 có người lái bằng tên lửa đẩy UR-700. Các chuyến bay kế tiếp sẽ diễn ra vào tháng 8 và tháng 10 năm 1973.

Sau khi các tàu LK-700 đầu tiên hạ cánh, các tổ hợp thám hiểm Mặt trăng (Lunar Expeditionary Complex (LKE)) sẽ được đưa lên Mặt trăng bằng 3 lần phóng tên lửa đẩy UR-700 tiếp theo:
- Lần 1: trạm Mặt trăng, giúp các phi hành gia có khả năng ở trên bề mặt Mặt trăng sáu tháng.
- Lần 2: LK-700 cùng với các phi hành gia
- Lần 3: mang theo xe rover

## Đặc tính
- Phi hành đoàn: 3
- Dự trữ quỹ đạo: 45 ngày
- Delta v: 9,061 m/s
- Khối lượng: 154.000 kg
- Cao: 21,20 m
- Sải cánh: 2.70 m
- Lực đẩy: 131,40 kN
- Xung lực đẩy riêng: 326 s